# Triporula
Triporula is een mosdiertjesgeslacht uit de familie van de Exechonellidae en de orde Cheilostomatida. De wetenschappelijke naam ervan is in 1888 voor het eerst geldig gepubliceerd door Ferdinand Canu en Ray Smith Bassler.

## Soorten
- Triporula biarmata (Waters, 1882)
- Triporula manica (Canu & Bassler, 1930)
- Triporula plana (Osburn, 1952)
- Triporula stellata (Smitt, 1873)